# Heinrich Alphons Plessing

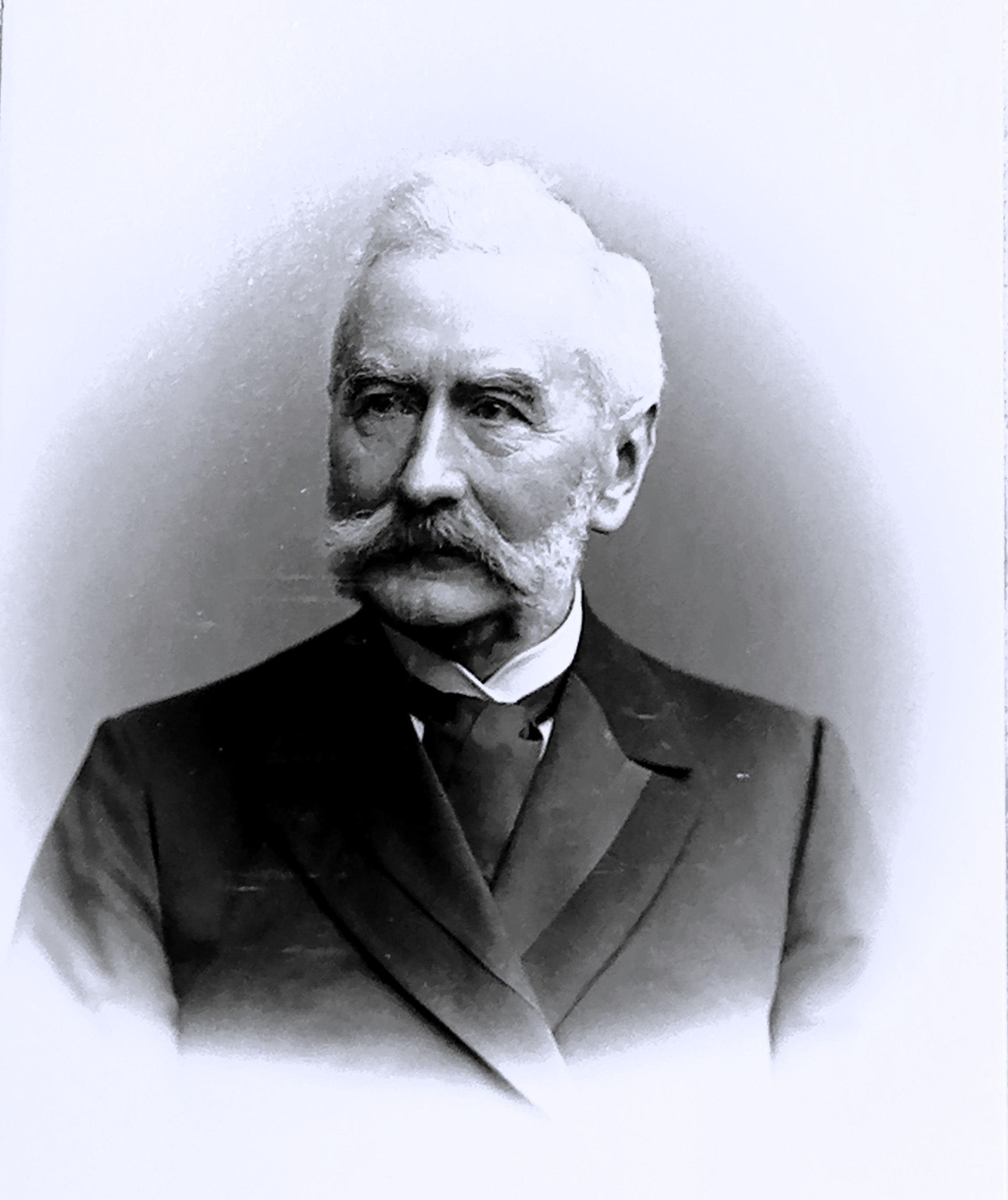
Senator Plessing

Heinrich Alphons Plessing (* 5. Mai 1830 in Lübeck; † 22. November 1904 ebenda) war Rechtsanwalt und Senator der Hansestadt Lübeck.

## Leben
Plessing war der jüngste Sohn des Lübecker Niedergerichtsprokurators und Landgerichts-Aktuars Johann Philipp Plessing (1791–1851). Er studierte Rechtswissenschaften in Bonn, wo er 1849 Mitglied des Corps Palatia Bonn wurde, und Göttingen. Er promovierte zum Doktor beider Rechte und ließ sich am 7. Mai 1858 als Advokat in Lübeck nieder.
Im Juni des Folgejahres wurde er in die Lübecker Bürgerschaft gewählt. Er wurde mehrere Male zu deren Wortführer gewählt, bevor er sechs Monate nach dem Tod seines Bruders, Senator Philipp Wilhelm Plessing, am 17. November 1879 in den Lübecker Senat gewählt wurde.
Seine hohen Verdienste lagen hauptsächlich auf dem Gebiet des Verwaltungs- und Steuerwesens, des Kirchen- und Militärwesens.
Bald darauf wurde der Senator Mitglied der Steuerbehörde, der Zentral-Armendeputation, der Senatskommission für kirchliche Angelegenheiten und der Militär-Kommission des Senates sowie in mehreren kleinen Senatskommissionen. Später übernahm er bei diesen sämtlichen Behörden den Vorsitz.
In die Zeit der Präsidialführung Plessings fiel bei diesen Behörden eine vollkommene Reorganisation. So wurde das Lübecker Steuerrecht wurde unter ihm neuzeitlich modernisiert.
Alle Behörden arbeiteten bei beschränkter Einwohnerzahl Lübecks in unzulänglichen Arbeitskreisen. Deren Ausgestaltung war eine Hauptaufgabe des Senats.
Dies stellten die Reorganisation der Steuerbehörde, der Neugestaltung des Verhältnisses der Kirche zum Staat und die Ausdehnung des Militärwesens unter Beweis.
Das letztgenannte tat die durch die Verlegung eines Brigadekommandos, der 81. Infanterie-Brigade, und der Verdoppelung der Garnison. In der Kaserne war ursprünglich nur das Füsilierbataillon des in Hamburg und Lübeck 2. Hanseatischen Infanterie-Regiments Nr. 76 garsoniert. Durch die Heeresvermehrung von 1897 erhielt die Hansestadt ihr eigenes, das sogenannte 3. Hanseatische Infanterie-Regiment Nr. 162. Hierin wurde das III. Bataillon der 76er, III./76, zum II./162. Die Mecklenburger Halbbataillone der 89er und 90er wurden das I./162. Die Militärkommission empfing in Person der Senatoren Wolpmann und ihm am 1. April 1897 zum Armeemarsch Nr. 7 (Marsch Erstes Bataillon Garde) gegen 12 Uhr mittags den auf dem Bahnhof eintreffenden 60-Achsigen Sonderzug des neuen Lübecker Bataillons.
Anfang 1888 wurde die Leitung des kürzlich konstituierten Lübecker Bezirksvereines des 1883 in Kassel gegründeten Deutschen Vereins gegen den Missbrauch geistiger Getränke bestimmt. Den Vorsitz übernahm er, den Vorstand bildeten Ludwig Trummer, Physikus Carl Türk, Theodor Eschenburg, Nicolaus Joachim Bernhard Jürss und Christian Reimpell.
Er war erster Vorsitzender des 1895 neu eingerichteten Kirchenrates der Evangelisch-Lutherischen Kirche in Lübeck.
Ehrenamtlich war Plessing ab 1894 in der Vorsteherschaft der Stiftung des St. Johannis-Jungfrauenklosters, ab 1902 bis zu seinem Tod als deren Präses und als Vorsteher der Jenisch'schen Freischule für Mädchen tätig. Er bewohnte zunächst das Haus Hüxstraße 33 (früher dem Bürgermeister Roeck gehörig) und zog später vor die Tore in die Fackenburger Allee 4.
Am Donnerstag, den 17. November 1904, dem 25. Jahrestag seiner Erwählung in die höchste regierende Körperschaft, verlebte der Senator bei in Kiel lebenden auswärtigen Verwandten, um sich, wie die Lübeckische Anzeigen zu berichten wussten, den ihm zugedachten ehrenden Auszeichnungen zu entziehen.
Als er verstarb, fand der Festakt für den Vorsitzenden des Kirchenrates in der Haupt- und Marktkirche, der Marienkirche, statt. Von dort aus wurde er auf dem St. Lorenzkirchhof bestattet.

### Synagoge
Die am 20. September 1876 niedergesezte aus Theodor Schorer, Heinrich Alphons Plessing, Jac. Ant. Friedr. Grube, Georg Wilhelm Stange und August Sartori bestehende Kommission zur Begutachtung des Senatsantrages, 30000ℳ an die israelitische Gemeinde als Beihilfe zum Bau einer Synagoge und Schule zu bewilligen, hat unter dem 18. Oktober einen gedruckten Bericht erstattet und in demselben dem Bürgerausschuss empfohlen, den Senatsantrag abzulehnen.
1. die Kommissionerachtete  es nicht als angemessen, für besondere konfessionelle Schulen einen Staatsbeitrag zu befürworten. Die Notwendigkeit wurde für die israelitische Gemeinde nicht anerkannt.
2. die Kommission hatte sich durch Augenschein davon überzeugt, dass das von der Gemeinde benutzte Lokal in der Wahmstraße für die Bedürfnisse derselben, wenn einige bauliche Veränderungen vorgenommen würden, vollkommen genüge.

Der Raum für dieselben sei hinreichend vorhanden, und die Mittel würden nicht fehlen, wenn die Gemeinde ihr Grundstück in der St.-Annen-Straße veräußerten. Dieses wäre entbehrlich, sobald die Synagoge in der Wahmstraße verbliebe.

## Trivia
Thomas Mann setzte ihm in seinem ersten Roman, Buddenbrooks, in der Gestalt des „Senator Dr. Langhals“ ein Literarisches Denkmal.